# Дюпре, Огюстен
Огюстен Дюпре (фр. Augustin Dupré, 6 октября 1748, Сент-Этьен — 30 января 1833, Армантьер-ан-Бри) — французский медальер и резчик монетных штемпелей.

## Биография
Работал гравёром на королевской оружейной мануфактуре в Сент-Этьене. Около 1768 года переехал в Париж и получил работу на Парижском монетном дворе. В 1791 году занял должность главного гравёра монет Франции, которую занимал до 1803 года.
Создал множество монетных штемпелей, а также медалей, в основном в честь деятелей и событий эпохи Людовика XVI и Великой французской революции, в том числе в честь Конституции 1791 года (1791), Конституции I года (1794), Антуана Лавуазье (1802), сооружения памятника Жанне д’Арк (1803).
Свои работы подписывал «Dupré». Обозначение гравёра на монетах — Артемида.